# Monika Zbrojewska
Monika Sławomira Zbrojewska (ur. 5 sierpnia 1972 w Łodzi, zm. 30 października 2015 w Warszawie) – polska prawniczka, doktor habilitowana nauk prawnych, profesor nadzwyczajny Uniwersytetu Łódzkiego, adwokat, w latach 2014–2015 podsekretarz stanu w Ministerstwie Sprawiedliwości.

## Życiorys
Jej matka pracowała w administracji domu opieki społecznej, a ojciec był dyrektorem zakładów mleczarskich. Miała starszą siostrę Anitę. Uczęszczała do technikum odzieżowego w Łodzi.
Ukończyła studia na Wydziale Prawa i Administracji Uniwersytetu Łódzkiego. W 2001 na tej samej uczelni uzyskała stopień doktora nauk prawnych na podstawie napisanej pod kierunkiem Tomasza Grzegorczyka pracy pt. Dobrowolne poddanie się odpowiedzialności w polskim procesie karnym. Habilitowała się również na UŁ w 2014. W pracy naukowej specjalizowała się w zagadnieniach z zakresu postępowania karnego.
Zawodowo związana z macierzystą uczelnią, była m.in. adiunktem w Katedrze Postępowania Karnego i Kryminalistyki. W 2015 objęła stanowisko profesora nadzwyczajnego na WPiA Uniwersytetu Łódzkiego.
W latach 2002–2005 odbyła aplikację prokuratorską w okręgu Prokuratury Okręgowej w Łodzi zakończoną egzaminem prokuratorskim. W 2006 rozpoczęła prowadzenie własnej kancelarii adwokackiej. Prowadziła również zajęcia m.in. na Wydziale Prawa i Administracji Uniwersytetu Warszawskiego i w Wyższej Szkole Kupieckiej w Łodzi i Piotrkowie Trybunalskim. Była rzecznikiem dyscyplinarnym dla doktorantów UŁ, jak również ekspertem komisji sejmowych, w tym komisji śledczej wyjaśniającej tzw. aferę Rywina. Pełniła funkcję sekretarza Ośrodka Badawczego Adwokatury.
5 listopada 2014 powołana na stanowisko podsekretarza stanu w Ministerstwie Sprawiedliwości w miejsce odwołanego z tej funkcji Michała Królikowskiego.
23 października 2015 w godzinach popołudniowych w Łodzi, prowadząc samochód w stanie nietrzeźwości (o stężeniu 2 promili alkoholu we krwi), została zatrzymana przez funkcjonariuszy policji i osadzona w izbie wytrzeźwień. Tego samego dnia została odwołana ze stanowiska wiceministra. Sprawa zatrzymania Moniki Zbrojewskiej odbiła się szerokim echem w mediach, w tym w prasie lokalnej i tabloidach.
Zmarła 30 października 2015 w warszawskiej klinice w wyniku niewydolności wielonarządowej. Kilka dni wcześniej przy przyjęciu do szpitala stwierdzono u niej silne zatrucie lekami. Została pochowana 7 listopada 2015 na cmentarzu rzymskokatolickim w Pabianicach. Zgodnie ze swoim życzeniem została skremowana.

## Publikacje
- Dobrowolne poddanie się karze w kodeksie postępowania karnego, Temida 2, Białystok 2002
- Kodeks wykroczeń (komentarz, współautor), Wolters Kluwer Polska, Warszawa 2010
- Prawo i postępowanie w sprawach o wykroczenia (współautor), C.H. Beck, Warszawa 2013
- Rola i stanowisko prawne Sądu Najwyższego w procesie karnym, Wydawnictwo Ekonomik, Warszawa 2013